# 問屋町 (豊橋市)
問屋町（とんやちょう）は、愛知県豊橋市の地名。

## 地理
豊橋市西部に位置する。東は牟呂町、北は富久縞町、南西は神野新田町に接する。

### 学区
市立小・中学校に通う場合、学校等は以下の通りとなる。また、公立高等学校に通う場合の学区は以下の通りとなる。
| 番・番地等 | 小学校               | 中学校               | 高等学校 |
| ---------- | -------------------- | -------------------- | -------- |
| 全域       | 豊橋市立吉田方小学校 | 豊橋市立吉田方中学校 | 三河学区 |

### 河川
- 五間川[1]

## 歴史

### 町名の由来
1971年（昭和46年）に、当地に豊橋総合卸売センターが設立されたことによる。

### 人口の変遷
国勢調査による人口および世帯数の推移。
| 1995年（平成7年）  | 7世帯 20人 |  |
| 2000年（平成12年） | 3世帯 12人 |  |
| 2005年（平成17年） | 3世帯 7人  |  |
| 2010年（平成22年） | -          |  |
| 2015年（平成27年） | -          |  |
| 2020年（令和2年）  | -          |  |

### 沿革
- 1981年（昭和56年） - 富久縞町・神野新田町の各一部より、問屋町が成立[2]。

## 施設
- 協同組合豊橋総合卸センター[1]
- 永井海苔本社
- 豊橋信用金庫問屋町支店
- 富久縞公園[1]
- 中央公園[1]

### WEB
1. ↑  “愛知県豊橋市の町丁・字一覧”.   人口統計ラボ. 2023年4月13日閲覧。
2. 1 2  総務省統計局 (2022年2月10日). “令和2年国勢調査の調査結果(e-Stat) - 男女別人口，外国人人口及び世帯数－町丁・字等” (CSV). 2023年8月2日閲覧。
3. ↑  “愛知県豊橋市の郵便番号一覧”.   日本郵便. 2023年4月13日閲覧。
4. ↑  “市外局番の一覧” (PDF).   総務省 (2022年3月1日). 2022年3月22日閲覧。
5. ↑  豊橋市教育委員会学校教育課学事グループ (2022年4月1日). “豊橋市立小・中学校 通学区域早見表” (PDF).   豊橋市. 2023年9月20日閲覧。
6. ↑  “平成29年度以降の愛知県公立高等学校（全日制課程）入学者選抜における通学区域並びに群及びグループ分け案について”.   愛知県教育委員会 (2015年2月16日). 2019年1月14日閲覧。
7. ↑  総務省統計局 (2014年3月28日). “平成7年国勢調査の調査結果(e-Stat) - 男女別人口及び世帯数 －町丁・字等” (CSV). 2021年7月20日閲覧。
8. ↑  総務省統計局 (2014年5月30日). “平成12年国勢調査の調査結果(e-Stat) - 男女別人口及び世帯数 －町丁・字等” (CSV). 2021年7月20日閲覧。
9. ↑  総務省統計局 (2014年6月27日). “平成17年国勢調査の調査結果(e-Stat) - 男女別人口及び世帯数 －町丁・字等” (CSV). 2021年7月21日閲覧。
10. ↑  総務省統計局 (2012年1月20日). “平成22年国勢調査の調査結果(e-Stat) - 男女別人口及び世帯数 －町丁・字等” (CSV). 2021年7月21日閲覧。
11. ↑  総務省統計局 (2017年1月27日). “平成27年国勢調査の調査結果(e-Stat) - 男女別人口及び世帯数 －町丁・字等” (CSV). 2021年7月21日閲覧。

### 書籍
1. 1 2 3 4 5 6  「角川日本地名大辞典」編纂委員会 1989, p. 1791.
2. 1 2  「角川日本地名大辞典」編纂委員会 1989, p. 919.